# Josep Domènech Samaranch

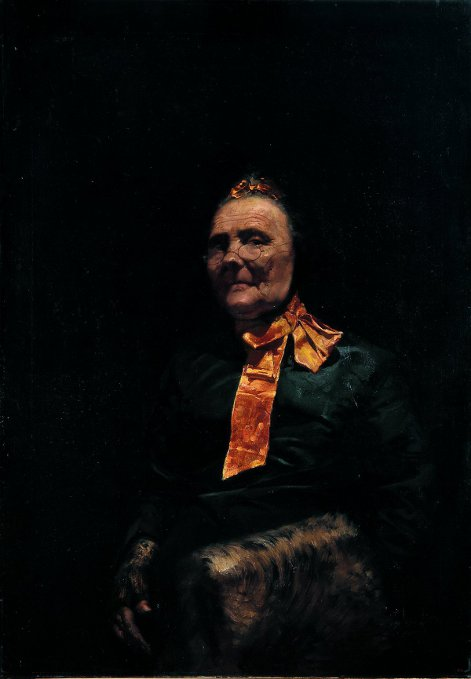
Josep Domènech Samaranch.

Josep Domènech Samaranch (Sabadell, 1874-1900) va ser un pintor de Sabadell que va fer sobretot pintura de caràcter costumista.

## Biografia
Tot i que era pastisser d'ofici, va rebre formació artística a l'Escola de Belles Arts de Barcelona (Escola de Llotja). Al final del segle xix va viatjar a París per ampliar estudis, on va fer il·lustracions per al diari Le Figaro. En tornar a Sabadell va caure malalt i poc després va morir. La seva mort prematura fa que sigui un pintor molt desconegut, del qual es conserva poca obra. Antoni Vila Arrufat va comparar els seus dibuixos amb l'obra del pintor Puvis de Chavannes, per la seva contenció.
De 1896 a 1898 va participar en les principals exposicions d'art que es van fer a Barcelona:
- 1896. Tercera Exposición de Bellas Artes e Industrias Artísticas. Palau de Belles Arts, Barcelona. Obra: ¿Qui ve? (núm. cat. 26).
- 1897. XIV Exposición extraordinaria de Bellas Artes. Sala Parés, Barcelona.[3]
- 1898. IV Exposición de Bellas Artes e Industrias Artísticas. Palau de Belles Arts, Barcelona.[3]
- 1898. XV Exposición extraordinaria de Bellas Artes. Sala Parés, Barcelona.[3]

## Llegat
Figura entre els artistes que l'any 1915 van participar en la contraexposició de caràcter acadèmic que l'Acadèmia de Belles Arts de Sabadell va organitzar a l'antic teatre de la Lliga Regionalista, com a resposta i confrontació amb les idees de l'exposició Art Nou Català que simultàniament es presentava a la ciutat.
El 1923 a Sabadell es va organitzar una exposició en honor seu.
El Museu d'Art de Sabadell conserva diverses obres de Josep Domènech Samaranch.